# Mount Brooke
Mount Brooke ist ein wuchtiger, isolierter und 2675 m hoher Berg im ostantarktischen Viktorialand. Er ragt 27 km nordwestlich des Mount Gran sowie südlich der Coombs Hills auf und dominiert das Gebiet zwischen den Kopfenden des Mackay- und des Mawson-Gletschers.
Namensgeber des Bergs ist Lieutenant Commander Francis Richard Brooke (* 1926) von der Royal Navy, 1957 Leiter der nördlichen neuseeländischen Vermessungsmannschaft der Commonwealth Trans-Antarctic Expedition (1955–1958).